# Stibeutes hirsutus
Stibeutes hirsutus là một loài tò vò trong họ Ichneumonidae.